# 直潭堰
直潭壩，又稱直潭堰，是一座由臺北自來水事業處管理的攔河堰，位於臺灣新北市新店區，即磺窟溪和新店溪匯流口上游附近，主要功能為將原水送至直潭淨水廠，經過處理後透過管線分送到臺北市士林區、北投區、大同區、中山區、松山區北部、內湖區、文山區，以及新北市三重區、永和區、中和區、新店區等地作為民生用水，是大臺北地區的重要水源地。另外直潭壩並且可調節翡翠電廠發電尾水，而其攔截新店溪豐沛的溪水產生了濛濛湖、梅花湖、燕子湖等遊憩景點。

## 沿革
直潭壩於1973年10月開工，至1978年1月完工，同年6月啟用蓄水。

## 設施
直潭壩屬閘門控制溢流堰，以7座弧形閘門控制及抬高水位。直潭壩平均每日提供直潭淨水廠高達230萬立方公尺的原水，而在大臺北地區的五座淨水場中（直潭、長興、公館、雙溪及陽明），直潭淨水場提供大臺北地區70%以上的民生用水，是全臺灣規模最大的淨水場，也是東南亞第一大的淨水場。

## 主要數據
- 集水區面積：679.8平方公里
- 有效容量：324.8萬立方公尺
- 壩型：閘門控制溢流攔河堰
- 溢洪道堰高：40公尺
- 直潭取水口取水閘門：2門，寬4公尺、高3.7公尺

## 外部連結
- 經濟部水利署北區水資源局全球資訊網-直潭壩 （页面存档备份，存于）